# Anton Sacharow
Anton Serhijowytsch Sacharow (ukrainisch Антон Сергійович Захаров, * 13. Februar 1986 in Saporischschja) ist ein ukrainischer Wasserspringer. Er startet im Kunst- und Turmspringen sowohl in Einzel- als auch in Synchronwettbewerben.
Sacharow nahm an zwei Olympischen Spielen teil. 2004 wurde er 16. im 10-m-Turmspringen und zusammen mit Roman Wolodkow Vierter im 10-m-Synchronwettbewerb. 2008 wurde er 29. im Turmspringen.
Sacharow konnte bislang zwei Medaillen bei Schwimmweltmeisterschaften feiern. 2001 gewann er in Fukuoka Bronze und 2003 in Barcelona Silber, jeweils im 10-m-Synchronwettbewerb und zusammen mit Roman Wolodkow. Bei den Europameisterschaften 2002 in Berlin gewann das Duo seinen ersten Titel, den sie 2004 wiederholen konnten. Im gleichen Jahr gewann Sacharow zudem Gold vom Turm, es war seine erste internationale Einzelmedaille. Bei den Europameisterschaften 2008 in Eindhoven gewann er mit Dmytro Lyssenko auch im Synchronspringen vom 3-m-Brett seine erste Medaille.